# ناتاشا روستوا
ناتالیا ایلینیچنا روستوا (روسی: Наталья Ильинична Ростова)  که به نام ناتاشا روستوا  شناخته می‌شود، شخصیت اصلی رمان جنگ و صلح اثر لئو تولستوی است.  او دختر ایلیا روستوف، یک نجیب‌زاده دوست‌داشتنی، مهربان و سخاوتمند است. شخصیت ناتاشا بر اساس تانیا برس، خواهر زن تولستوی و سوفیا تولستایا، همسر تولستوی شکل گرفته است.

## زندگینامه
در آغاز رمان در ۱۸۰۵، ناتاشا دختر ۱۳ ساله، کنت ایلیا روستوف و کنتس ناتالیا روستوا است. او عاشق شاهزاده بوریس دروبتسکووی جوان است که به همراه مادرش در املاک روستوف زندگی می‌کند. او دوست نزدیک کنت پیر بزوخوف که مرتباً با روستوف‌ها دیدار می‌کند می‌شود. 